# Tolegnaro kepleri
Tolegnaro kepleri is een spinnensoort in de familie van de dwergcelspinnen (Oonopidae). De spin behoort tot het geslacht Tolegnaro. De wetenschappelijke naam van de soort werd voor het eerst geldig gepubliceerd in 2012 door Álvarez-Padilla, Ubick & Griswold. De soort is vernoemd naar Johannes Kepler.
De soort is endemisch in Madagaskar. Het holotpye werd gevonden in Mahajanga op een hoogte van 100 meter. 
Mannetjes hebben een gemiddelde lengte van 1,8 millimeter en vrouwtjes hebben een gemiddelde lengte van 1,9 millimeter.